# Alberto Pío Cognini
Alberto Pío Augusto Cognini (11 de noviembre de 1930, Bell Ville, Córdoba, Argentina - 16 de junio de  1983- Córdoba, Argentina) fue un historietista y escritor de Argentina creador de la revista Hortensia. y director del periódico Nuevo País, además escribió un libro. Le otorgaron varios premios por su trayectoria.

## Vida
Su madre llegó de Italia embarazada y tuvo a su hijo Alberto en la ciudad argentina de Bell Ville. Estudió Bellas Artes en la Universidad Nacional de Córdoba y contrajo matrimonio con Sarita Catán.